# مارلين باتلر
مارلين باتلر (بالإنجليزية: Marilyn Butler)‏ هي ناقدة أدبية بريطانية، ولدت في 11 فبراير 1937 في كينغستون ‏ في المملكة المتحدة، وتوفيت في 11 مارس 2014.